# Antonio Frasconi
Antonio Frasconi (Buenos Aires, 1919 - New York, 2013) est un graveur et illustrateur américano-uruguayen. Né en Argentine, il a été nationalisé uruguayen, puis américain, et a vécu aux États-Unis depuis 1945.

## Biographie
Les parents d'Antonio sont Franco Frasconi et Armida Carbonia, d'origine toscane ; ils sont arrivés en Amérique du Sud pendant la première Guerre mondiale. Antonio Frasconi est né à Buenos Aires en Argentine le 28 avril 1919. Un mois plus tard, ses parents déménagent à Montevideo en Uruguay. En 1931, à l'âge de 12 ans, il commence à travailler comme apprenti dans une imprimerie. Sa mère le pousse à poursuivre dans le dessin et il expose la même année à l'Ateneo de Montevideo.
En 1940, il est engagé comme caricaturiste politique pour l'hebdomadaire Marcha (es).
En 1945, il obtient la Bourse Guggenheim et voyage aux États-Unis, où il finit par s'installer peu de temps après. L'année suivante, il expose au Brooklyn Museum puis en 1948, à la Weyhe Gallery, à New York. Il reçoit une bourse de The New School for Social Research, grâce à laquelle il perfectionne sa technique de gravure sur bois et commence à enseigner.
En 1951, il se marie avec l'artiste américaine Leona Pierce ; l'année suivante naît son fils Pablo, puis en 1956, Miguel. Ses enfants l'inspirent et il crée des illustrations pour des livres pour enfants. Ces années-là, il expose à de nombreuses reprises dans des galeries et musées américains, en particulier le Cleveland Museum of Art (1952), le musée d'art de Baltimore (1963), le Brooklyn Museum (1964), la Smithsonian Institution (1953 et 1963), la National Gallery of Art (Washington, 1983), le MoMA (1983), le musée de l'Université de l'Iowa (1989).
Frasconi conserve sa nationalité uruguayenne, ce qui a pour effet de présenter l'artiste dans les collections de musée comme « american, born in Uruguay ».
En 1952, il reçoit le prix Inter American Fellowship John S. Guggenheim Memorial Foundation des arts graphiques pour ses illustrations de poèmes de Walt Whitman et Federico García Lorca. En 1954, le livre illustré de ses gravures sur douze fables d'Ésope publié par le MoMA est élu parmi les 50 meilleurs livres de l'année par l'Institut Américain d'Arts Graphiques (en). Frasconi a illustré plus de 100 livres, dont Grillos y ranas de Gabriela Mistral (1972), Geografías de Mario Benedetti (1984), Platero y yo de Juan Ramón Jiménez (1994), Bestiario de Pablo Neruda (1995), The Wings of Courage de George Sand et Barbara Wersba (1998). Il a aussi participé a des éditions spéciales du Club de Grabado de Montevideo (es). Il est finaliste de la Médaille Caldecott en 1959 pour ses illustrations du livre The House that Jack Built: La Maison Que Jacques A Batie.
En 1961, il voyage à Montevideo et expose au Subte Municipal, donne un cours de gravure de deux mois et une conférence dans le cadre de la Foire au Livre et à la Gravure. En 1967, il obtient le Premio Adquisición du XXIe Salón Nacional de Uruguay et l'année suivante, il expose à la XXXIVe Biennale de Venise et obtient le Grand Prix de l'Exposition de La Havane, à Cuba.
À partir de 1973, il donne des cours de gravure à l'université d'État de New York. En 1975, il participe à l'exposition « Grabados Latinoamericanos » du MoMA, qui a été également présentée au Museo Nacional de Artes Visuales de Montevideo. En 1982, Frasconi devient le « Distinguished Teaching Professor of Visual Arts » de l'université. Il a notamment comme étudiants Martha Zelt (en), Adrian Lee Kellard (en) et Ron Rocco. En 1986, il revient à Montevideo pour une exposition personnelle au Museo Nacional de Artes Visuales qui accueille en parallèle les expositions du photographe Henri Cartier-Bresson et du peintre Herman Braun-Vega.
En 1999, la Banque centrale de l'Uruguay lui décerne le prix Figari (es) pour l'ensemble de son œuvre.
En 2008, il donne 28 œuvres au Museo Nacional de Artes Visuales ; une partie de celles-ci appartient à la série de xylographies Los desaparecidos, réalisée entre 1981 et 1986, qui fait référence aux detenidos desaparecidos (« détenus disparus ») pendant la dictature militaire de l'Uruguay avec des compositions de scènes de torture et de mort très fortes.
D'autres séries de gravures notables sont Los Infrahumanos (1945), Canción del soldado de las tropas de asalto (1961), La Desobediencia Civil de Thoreau (1965), Vietnam (1967), La lucha sostenida (1989-1991), Irak (2006-2008) et Terror (2008), une série d'impressions digitales sur la Guerre d'Afghanistan. Ce sont des œuvres engagées sur des thèmes comme la guerre, l'emprisonnement, l'inégalité sociale et l'engagement politique.
Antonio Frasconi meurt à 93 ans le 8 janvier 2013 dans sa maison au nord de New York, où il vivait avec sa famille.

## Sélection d'œuvres
- Los Infrahumanos (1945)
- 12 Fables of Aesop, textes de Glenway Wescott (en) (Museum of Modern Art, 1954)
- See and say = Guarda e parla = Regarda et parle = Mira y habla (1955)[10]
- Frasconi Woodcuts (1958)
- The House that Jack Built: La Maison Que Jacques A Bâtie (1958)
- A Whitman Portrait (1960)
- Canción del soldado de las tropas de asalto (1961)
- The Snow and the Sun: a South American folk rhyme in two languages = La Nieve y el Sol (1962)[11]
- A Sunday in Monterey: Woodcuts (1964)
- La Desobediencia Civil de Thoreau (1965)
- The Cantilever Rainbow (A), textes de Ruth Krauss (1965)
- Vietnam (1967)
- A Kaleidoscope in Woodcuts (1968)
- On the Slain Collegians, sélection de poèmes de Herman Melville, gravures et édition de Frasconi (1971)
- Frasconi: Against the Grain, the woodcuts of Antonio Frasconi (1974)[12]
- The Disappeared (1981-1986), collection de gravures sur bois conservées au musée national des arts visuels de Montevideo
- La lucha sostenida (1989-1991)
- Irak (2006-2008)
- Terror (2008)